# Patryk Stosz
Patryk Stosz (Kluczbork, 15 juli 1994) is een Pools wielrenner en veldrijder die sinds 2025 rijdt voor Voster ATS Team.

## Veldrijden

### Palmares
| Seizoen   | Wereldbeker | Superprestige | bpost bank trofee | WK       | EK       | PK       | Overige  | Totaal aantal zeges |
| Junioren  | Junioren    | Junioren      | Junioren          | Junioren | Junioren | Junioren | Junioren | Junioren            |
| --------- | ----------- | ------------- | ----------------- | -------- | -------- | -------- | -------- | ------------------- |
| 2011-2012 |             |               |                   | 45e      |          | 4e       |          | 0                   |
| Beloften  |             |               |                   |          |          |          |          |                     |
| 2012-2013 |             |               |                   |          |          | Zilver   |          | 0                   |
| 2013-2014 |             |               |                   |          |          | Goud     |          | 1                   |

## Wegwielrennen

### Overwinningen
2013
Bergklassement Carpathian Couriers Race
Bergklassement Vredeskoers, Beloften
2014
Bergklassement Carpathian Couriers Race
2016
 Pools kampioen tijdrijden, Beloften
2018
Bergklassement Ronde van Hongarije
2019
Korona Kocich Gór
1e etappe Ronde van Almaty
Puntenklassement Ronde van Almaty
2020
2e etappe Ronde van Bulgarije
Eindklassement Ronde van Bulgarije
Bergklassement Ronde van Polen *
2021
2e etappe Belgrado-Banja Luka
2e etappe Ronde van Małopolska
1e etappe Koers van de Olympische Solidariteit
1e etappe CCC Tour-Grody Piastowskie
1e etappe Ronde van Roemenië
5e etappe Ronde van Roemenië
Puntenklassement Ronde van Roemenië
4e etappe Circuit des Ardennes
2022
Puntenklassement Circuit des Ardennes
GP Gorenjska
2e etappe Ronde van Małopolska
4e etappe Koers van de Olympische Solidariteit
3e etape (deel A) Ronde van Bulgarije
2023
Poreč Trophy
Bergklassement Ronde van Oostenrijk
2e etappe Ronde van Bulgarije
2024
1e etappe Ronde van Mauritius
Courts Mamouth Classique de l'ìle Maurice
1e etappe (deel A) Koers van de Olympische Solidariteit
2025
2e etappe Ronde van Małopolska
Bergklassement Ronde van Polen
* als lid team Polen

### Resultaten in voornaamste wedstrijden
| Jaar | Ronde van Italië | Ronde van Frankrijk | Ronde van Spanje |
| ---- | ---------------- | ------------------- | ---------------- |
| 2016 |                  |                     |                  |
| 2017 |                  |                     |                  |

| Jaar | Ronde van Vlaanderen |
| ---- | -------------------- |
| 2016 | opgave               |
| 2017 |                      |

## Ploegen
- 2013 –  TC Chrobry Lasocki Głogów
- 2015 –  CCC Sprandi Polkowice
- 2016 –  CCC Sprandi Polkowice
- 2017 –  CCC Sprandi Polkowice
- 2018 –  CCC Sprandi Polkowice
- 2019 –  CCC Development Team
- 2020 –  Voster ATS Team
- 2021 –  Voster ATS Team
- 2022 –  Voster ATS Team
- 2022 –  Voster ATS Team
- 2023 –  Voster ATS Team
- 2024 –  Team Felt Felbermayr
- 2025 –  Voster ATS Team

Banaszek · Brożyna · Černý · Großschartner · Hirt · Honkisz · Kaczmarek · Kiendyś · Kurek · Latoń · Małecki · Marycz · Matysiak · Michajlov · Mrożek · Owsian · Paluta · de la Parte · Paterski · Pluciński · Ponzi · Rebellin · Samojlaw · Stępniak · Stosz · Szmyd · Taciak
Banaszek · Białobłocki · Brożyna · Großschartner · Hirt · Kaczmarek · Koch · Kurek · Małecki · Michajlov · Mrożek · Owsian · Paluta · Paterski · Pluciński · Ponzi · Samojlaw · Schlegel · Sisr · Stosz · Taciak · Tratnik
Antunes · Banaszek · Bernas · Brożyna · Cieślik · Franczak · Gradek · Koch · Kump · Kurek · Małecki · Owsian · Paluta · Pluciński · Sajnok · Schlegel · Sisr · Stosz · Taciak · Tratnik